# Аойф О'Рурк
Аойф О'Рурк (англ. Aoife O’Rourke; 2 липня 1997) — ірландська боксерка, чемпіонка Європейських ігор та чемпіонатів Європи.

## Боксерська кар'єра
2018 року завоювала срібну медаль на чемпіонаті Європи серед молоді до 22 років.
На Європейських іграх 2019 програла в другому бою Лорен Прайс (Велика Британія).
На чемпіонаті Європи 2019 завоювала золоту медаль, здолавши у фіналі Ельжбету Вуйцік (Польща).
На Олімпійських іграх 2020 програла в першому бою Лі Цянь (Китай).
На чемпіонаті світу 2022 програла в першому бою Наомі Грем (США).
На чемпіонаті Європи 2022 завоювала золоту медаль вдруге, у фіналі знов здолавши Ельжбету Вуйцік (Польща).
На Європейських іграх 2023 стала чемпіонкою, здобувши перемоги над чотирма суперницями.
На чемпіонаті Європи 2024 завоювала золоту медаль втретє.